# Launay-Villiers
Launay-Villiers és un municipi francès situat al departament de Mayenne i a la regió de País del Loira. L'any 2007 tenia 396 habitants.

## Demografia

### Població
El 2007 la població de fet de Launay-Villiers era de 396 persones. Hi havia 144 famílies de les quals 28 eren unipersonals (16 homes vivint sols i 12 dones vivint soles), 56 parelles sense fills i 60 parelles amb fills.
La població ha evolucionat segons el següent gràfic:
Habitants censats

### Habitatges
El 2007 hi havia 158 habitatges, 145 eren l'habitatge principal de la família, 6 eren segones residències i 7 estaven desocupats. 153 eren cases i 3 eren apartaments. Dels 145 habitatges principals, 111 estaven ocupats pels seus propietaris i 34 estaven llogats i ocupats pels llogaters; 5 tenien dues cambres, 19 en tenien tres, 38 en tenien quatre i 83 en tenien cinc o més. 117 habitatges disposaven pel capbaix d'una plaça de pàrquing. A 53 habitatges hi havia un automòbil i a 85 n'hi havia dos o més.

### Piràmide de població
La piràmide de població per edats i sexe el 2009 era:
| Homes | Edats   | Dones |
| ----- | ------- | ----- |
| 0     | 95 o +  | 0     |
| 0     | 90 a 94 | 0     |
| 0     | 85 a 89 | 0     |
| 0     | 80 a 84 | 0     |
| 0     | 75 a 79 | 4     |
| 12    | 70 a 74 | 8     |
| 4     | 65 a 69 | 8     |
| 8     | 60 a 64 | 4     |
| 8     | 55 a 59 | 8     |
| 12    | 50 a 54 | 12    |
| 16    | 45 a 49 | 4     |
| 16    | 40 a 44 | 20    |
| 16    | 35 a 39 | 8     |
| 16    | 30 a 34 | 20    |
| 4     | 25 a 29 | 12    |
| 0     | 20 a 24 | 4     |
| 16    | 15 a 19 | 16    |
| 28    | 10 a 14 | 12    |
| 20    | 5 a 9   | 8     |
| 16    | 0 a 4   | 4     |

## Economia
El 2007 la població en edat de treballar era de 258 persones, 209 eren actives i 49 eren inactives. De les 209 persones actives 198 estaven ocupades (113 homes i 85 dones) i 11 estaven aturades (5 homes i 6 dones). De les 49 persones inactives 24 estaven jubilades, 13 estaven estudiant i 12 estaven classificades com a «altres inactius».

### Ingressos
El 2009 a Launay-Villiers hi havia 145 unitats fiscals que integraven 397,5 persones, la mediana anual d'ingressos fiscals per persona era de 16.773 €.

### Activitats econòmiques
Dels 6 establiments que hi havia el 2007, 1 era d'una empresa de fabricació d'altres productes industrials, 2 d'empreses de construcció, 1 d'una empresa de comerç i reparació d'automòbils, 1 d'una empresa immobiliària i 1 d'una empresa de serveis.
Dels 3 establiments de servei als particulars que hi havia el 2009, 1 era un taller de reparació d'automòbils i de material agrícola i 2 guixaires pintors.
L'any 2000 a Launay-Villiers hi havia 25 explotacions agrícoles que ocupaven un total de 700 hectàrees.

## Equipaments sanitaris i escolars
El 2009 hi havia una escola elemental.

## Poblacions més properes
El següent diagrama mostra les poblacions més properes.